# La Mofle
La Mofle es un personaje ficticio de teatro y televisión ecuatoriana interpretado por Flor María Palomeque que nació en un segmento del programa cómico Vivos que posteriormente se transformó la serie La pareja feliz. En abril de 2014 generó controversia luego que el defensor del pueblo catalogase al programa como uno de los «que denigran al ser humano» e indicar que debería desaparecer.

## Rol en la serie
La Mofle es una de los personajes principales, la esposa de El Panzon Pata Flaca, sus pasatiempos favoritos son salir de compras a los moles y bailar. Lo que más caracteriza a este personaje es su singular obsesión por la comida y su extrovertida forma de vestirse y arreglarse.
También tiene un humor extrovertido que empodera a la mujer, es espontánea y le gusta que su marido la consienta.

## Perfil del personaje

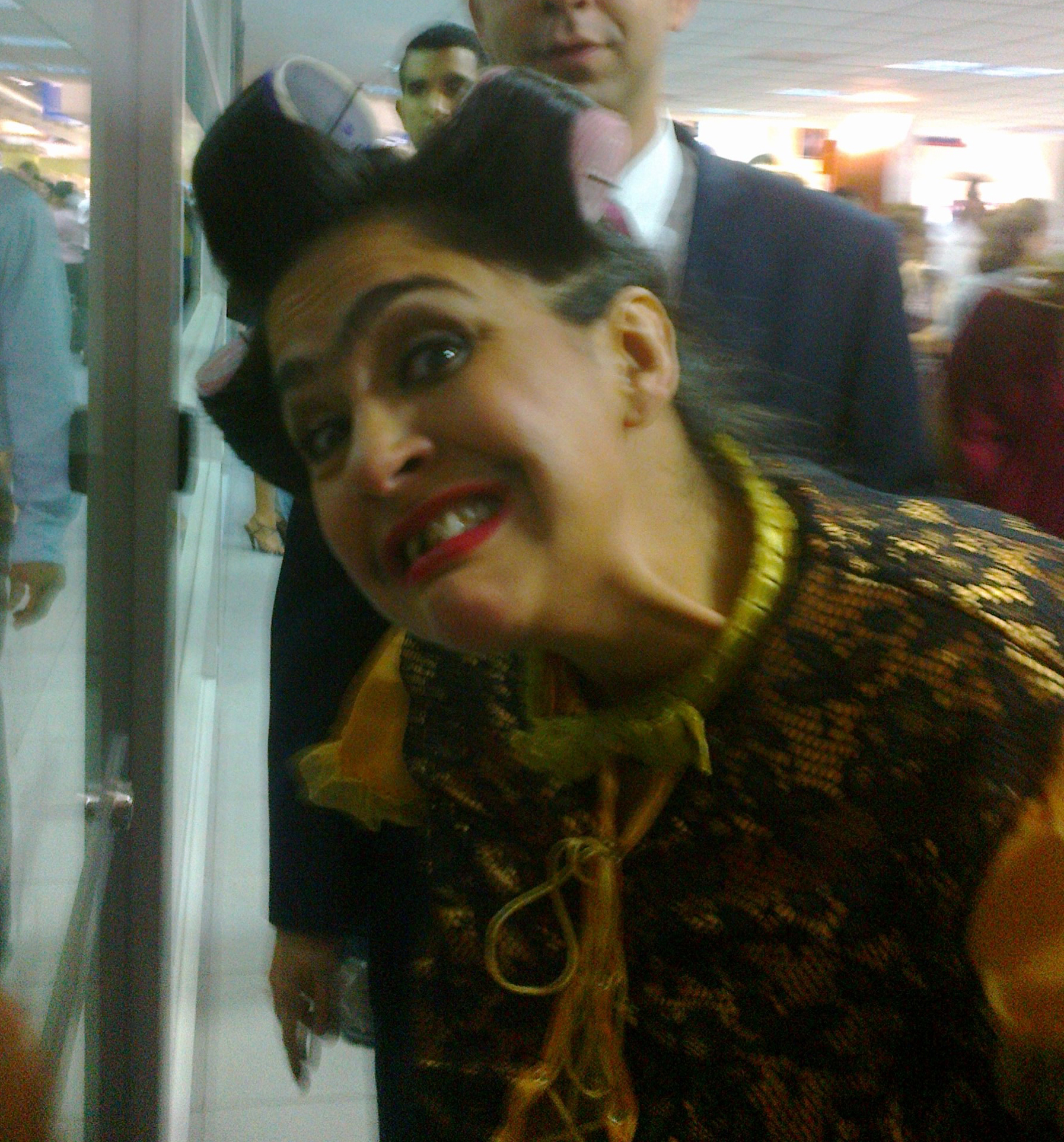
La Mofle, personaje interpretado por Flor María Palomeque en 2013.

La Mofle es una señora que ya lleva casada con El Panzón Pata Flaca cinco años, que al igual que su esposo ha cambiado durante los últimos cinco años. Le encanta la gastronomía ecuatoriana y la sazón de Rayovac (su perol).  Es algo desarreglada y tiene una forma algo brusca al hablar, además de no pronunciar bien las palabras ni formar buenas oraciones.
Siempre vive peleando con su marido y se quejan mutuamente de como son cada uno, y diciéndole que él era muy distinto de cuando se casaron. A pesar de todo esto y de las quejas, ella quiere a su Panzón Pata Flaca. Le gusta gastar dinero del marido en compras, le encanta los festejos y los chicos jóvenes. 

## Creación
Surgió en 2001 al concretarse el sketch de La Pareja Feliz con Jorge Toledo y David Reinoso, el personaje de “La Mofle” lo interpretaría Flor María Palomeque. Empezó en uno de los "sketches" del programa vivos y que después se convirtió en una telecomedia. El ruido que hace con la boca cuando quiere tener intimidad con el Panzón surgió de la idea de Fernando Bohórquez, el cuñado de Flor María, y lo mismo pasa con el eso del “guri, guri, guri” con el que se llama a los pollos en el campo. En la serie "La "Mofle" es mandona. Se considera bella y diva en potencia, aunque sus cejas unidas, bigotes, grasa abdominal y dentadura incompleta expresen lo contrario. A la actriz solo le toma diez minutos de maquillaje para convertirse en La Mofle.
La Pareja Feliz se reinventó a partir de esa ama de casa, desarreglada y desparpajada al hablar, amante del bolón, que pronuncia mal ciertas palabras, a veces construye mal las oraciones y que tras cinco años de casada sigue celando con locura a su marido: el Panzón Pata Flaca.